# Tiếng Māori quần đảo Cook
Tiếng Māori quần đảo Cook là một ngôn ngữ Polynesia. Đây là ngôn ngữ chính thức của quần đảo Cook và là một ngôn ngữ bản địa của Vương quốc New Zealand. Tiếng Māori quần đảo Cook có quan hệ gần gũi với tiếng Māori New Zealand nhưng là một ngôn ngữ riêng biệt. Tiếng Māori quần đảo Cook thường được gọi đơn giản là Māori khi không cần phân biệt với tiếng Māori New Zealand. Nhiều người quần đảo Cook cũng gọi là Te reo Ipukarea, tức "ngôn ngữ của đất Tổ".